# ヘレン・M・ダンカン
ヘレン・マーガレット・ダンカン (Helen Margaret Duncan、1910年5月3日 – 1971年8月14日)は、1945年から1971年までアメリカ地質調査所に属した地質学者、古生物学者であり、古生物・層序学部門にて研究を行っていた。

## 業績
1910年にメドフォード (オレゴン州)にて生まれ、モンタナ州バージニアシティの近くで育った。1934年にモンタナ大学から地質学の学士号を授与され、また1937年に同大学から地質学の修士号を得た。彼女の修士論文であるTrepostomata from the Traverse group of Michiganはミシガン大学により発行され、「当該分野における古典」であるとみなされている。 シンシナティ大学で教鞭をとった後、軍事的プロジェクトに従事するべく、アメリカ地質調査所に加わった。
生涯のうち、彼女は化石サンゴと外肛動物に関する研究において多大な名声を得た。彼女は初めてBighorniaを同定した人物であった。Bighorniaはアメリカ東部で見られる化石化した四方サンゴ類とは大きく異なっているため、この業績はとりわけ重要なものであった。彼女の多くの業績により、それまで同定されていなかったアメリカ西部からカナダにかけての化石サンゴが同定されたり、相互に関連付けられたりした。これらの成果により、化石についての彼女の記述がオルドビス紀やシルル紀の示準化石を同定するために利用されるほど、彼女の影響は大きかった。ダンカンの仕事は極めて精細かつ正確であるため、現代における古生物学の授業では、徹底さを示す例として彼女による記述が使われ続けている。たとえば、古生物学者であるJ・トーマス・デュトロ・ジュニアは、ダンカンには「高度な基準」を設定したという功績があると評し、その基準は彼自身の研究に影響した。
ダンカンは1942年に編集者としてアメリカ地質調査所で働き始め、その後1945年に地質学者となった。第二次世界大戦下のアメリカ地質調査所での勤務中、彼女はジェイムズ・スティール・ウィリアムズの下で戦時下蛍石計画に従事した。アメリカ合衆国は第二次世界大戦中、蛍石の主要な生産国であった。
1950年代初頭、彼女はジョージ・C・ハーディンのBabb Fault System, Crittenden and Livingston Counties.のための標本収集を手伝った。

## 著作
- Duncan, Helen M. Trepostomata from the Traverse group of Michigan. Bozeman: Montana State University Press (1937).
- Easton, W. H. and Duncan, Helen M. "Archimedes and its Genotype" Journal of Paleontology.  SEPM Society for Sedimentary Geology.  Vol. 27, No. 5 (Sep., 1953), pp. 737–741.
- Williams, James Steele and Duncan, Helen. "Fluorspar deposits in western Kentucky, part 1: Introduction" Fluorspar deposits in western Kentucky. 1012-A (1955), pp. 1–6.
- Duncan, Helen M. "Bighornia, a New Ordovician Coral Genus" Journal of Paleontology. 31.3 (1957). p. 607–615.
- Duncan, Helen M. and Mackenzie Gordon, Jr. "Biostratigraphy and correlation" in Upper Paleozoic rocks in the Oquirrh Mountains and Bingham mining district, Utah. Washington: United States Government Printing Office (1970).
- Duncan, Helen M. "Ordovician and Silurian Coral Faunas Of The Western United States".